# Helvétská zóna
Helvétská zóna, H. systém nebo helvetikum, ve Francii Dauphinoiská zóna je externí strukturní zóna Alp. Tvoří ji hercynsky konsolidovaný šelf Evropské platformy skládající se z krystalinika a autochtonního obalu zvrásněný spolu s horninami Tethysového původu, které byly do oblasti přesunuty ve formě příkrovů.
Helvétská zóna tvoří hlavně rozsáhlé masivy krystalinika a vytváří první z vysokých Alpských hřebenů. Nachází se zejména v Západních Alpách. V Švýcarsku horniny helvetika vystupují na povrchu na severní straně Alp v masivu Aar a Gotthard. Zde vznikly i 3 vrásové příkrovy Morcle (spodní) a Diableret (střední) a Wildhorn (vrchní). Ve Francii tvoří prakticky celé Francouzské Alpy s masivy Aiguilles Rouges, Ecrins, Mont Blanc, Belledonne, Mercantour, Pelvoux a Argentera. V Německu podobně jako ve Východních Alpách v Rakousku tvoří helvetikum rovný pás, který postupně přechází do grestenské jednotky.
Označení helvetikum, dříve také helvetidy je odvozeno od latinského názvu Švýcarska, kdysi Helvetica.

## Členění
Helvétská zóna se skládá z řady tektonicky odlišných jednotek. Helvétské příkrovy jsou skupinou příkrovů přesunutých až do oblasti alpské předobloukové tzv. Molasové pánve a pohoří Jura severně od Alp, v jejich předpolí. Tvoří je druhohorní mořské sedimenty, hlavně vápence, slíny a břidlice. Tyto příkrovy jsou kompletně odlepené od svého původního podloží. K tomuto odlepení došlo během miocénu.
Helvétské příkrovy jsou přesunuty přes infrahelvetikum, což je dobře patrné zejména ve východním Švýcarsku. Infrahelvétsky komplex se skládá z autochtonních druhohorních sedimentů (obal) ležících na starším hercynském krystaliniku. Autochtonní druhohorních obal je shodný s horninami helvétského příkrovů. Obal se usazoval severněji jako příkrovy, které ho v současnosti překrývají, na mělčím šelfu nebo kontinentálním svahu. Infrahelvetikum je samo deformované a zvrásněné na místech starší hercynské deformace. V průběhu druhohor a třetihor došlo na mnoha místech k vyklenutí masivů. Tyto vytvořily rozsáhlé antiklinární, zejména na jižní případně ve Francii i na východní straně helvétské zóny.